# Normannentheorie

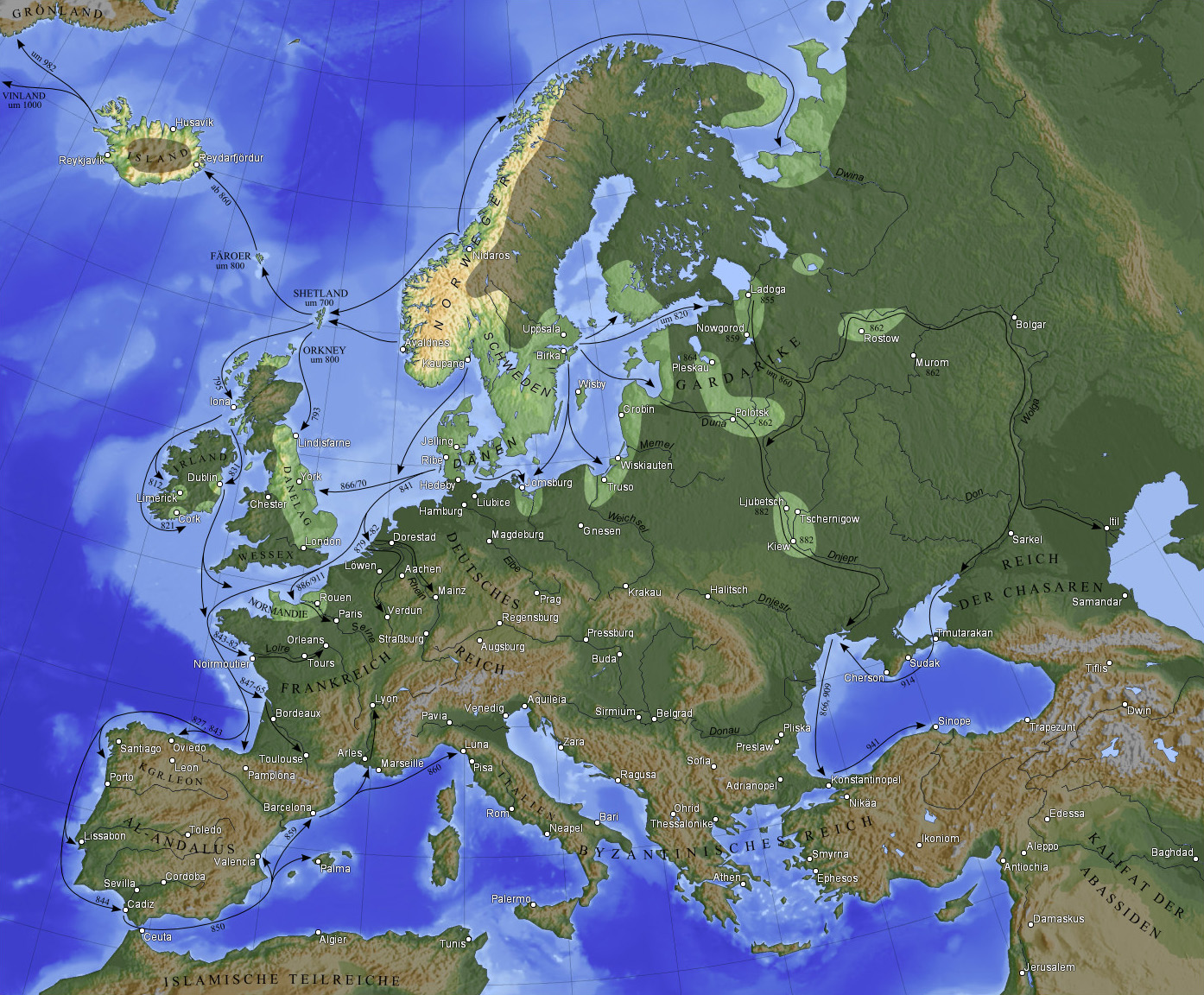
Herkunftsregionen (Dänemark, Norwegen, Schweden), Expansionen und Kriegszüge und (teilweise) Niederlassungsgebiete von Normannen/Wikingern im 8.–10. Jahrhundert (Expansionen von der Normandie in den Mittelmeerraum und nach Süditalien im 11. Jahrhundert nicht mehr verzeichnet)

Als Normannentheorie oder Normannismus bezeichnet man die Hypothese einer Begründung der osteuropäisch-mittelalterlichen Kiewer Rus durch im 8.–10. Jahrhundert eingewanderte Waräger, zumeist aus dem heutigen Schweden kommende östliche Wikinger/Normannen, oder, in jüngeren Versionen der Hypothese, deren maßgebliche Beteiligung am Staatsbildungsprozess. Die Gegenposition ist der Antinormannismus, der den Warägern keine oder, in jüngeren Varianten der Hypothese, nur eine geringe Rolle am Staatsbildungsprozess einräumt.

## Entstehung der Normannentheorie und der Normannendebatte im 18. Jahrhundert
Im 18. Jahrhundert begann die Geschichtswissenschaft, die Ursprünge des frührussischen Reiches zu erforschen. Gottlieb Siegfried Bayer legte 1729 und 1736 Schriften vor, in denen er das frührussische Reich als eine wikingische Gründung beschrieb. 1749 hielt Gerhard Friedrich Müller einen diesbezüglichen Vortrag über die Ursprünge des Stammes und des Namens der Rusen vor der Petersburger Akademie der Wissenschaften, der zu Protesten unter den Zuhörern führte. Nach den militärischen Auseinandersetzungen mit Schweden unter Karl XII. widersprach die Vorstellung, dass der Gründungsvater des Altrussischen Reiches Rurik ausgerechnet ein Schwede, möglicherweise gar ein Vorfahr Karls XII. gewesen sein sollte, den patriotischen Gefühlen der russischen Gelehrten. Die russische Kaiserin Elisabeth berief eine Kommission ein, die prüfen sollte, ob Müllers Thesen dem Reiche schadeten. Der Universalgelehrte Michail Wassiljewitsch Lomonossow gab mit seinem Gutachten den Ausschlag, so dass die Rede Müllers verboten wurde.

## Entwicklung und zunehmende Akzeptanz Ende 18./ Anfang 19. Jahrhundert
Die normannistische Sicht wurde daher im Wesentlichen in Deutschland weitergeführt. Es entstanden die wichtigen Arbeiten des in Deutschland arbeitenden Schweden Thunmann von 1776, 1802–1809 die Ausgabe der Übersetzung der Nestorchronik von August Ludwig von Schlözer und 1808 eine Abhandlung von Philipp Ewers. Erst 1816 erlaubte es das politische Klima in Russland, die normannistische Sicht zu übernehmen. Sie wurde anstandslos in den ersten Band der Russischen Geschichte von Nikolai Michailowitsch Karamsin übernommen. Ihm folgte der Historiker Wassili Ossipowitsch Kljutschewski, der sagte, die Nestorchronik zeichne, wenn sie die Gründung des Reiches der Rus auf Skandinavier zurückführe, ein zutreffendes Bild. Gestützt wurde diese Sicht vor allem durch die Philologen, vor allem durch Alexei Alexandrowitsch Schachmatow, den damals gründlichsten Kenner altrussischer Chronistik.

## Durchsetzung antinormannistischer Positionen seit der zweiten Hälfte des 19. Jahrhunderts in Russland
Daneben hielt sich aber auch die antinormannistische Strömung. Deren meistgelesene Vertreter waren Stepan A. Gedeonov (1863) und Dimitrij I. Ilovajskij (1882). Einige versuchten, aus der polemischen Grundströmung auszubrechen und dem herrschenden Normannismus argumentativ zu begegnen. Sie sind heute nur noch für die Entstehungsgeschichte des ukrainischen und russischen Nationalismus von Interesse.

## Renaissance der Normannentheorie in der frühen Sowjetunion
Die Oktoberrevolution führte  zu keiner Veränderung der Sichtweise russischer Historiker auf diesem Gebiet. Die am Internationalismus und Klassenkampf orientierte Geschichtsschreibung sah keinen Anlass, die russische Frühgeschichte umzuschreiben. Der Normannismus wurde in die sowjetische Geschichtsschreibung übernommen. Die antinormannistischen Stimmen verschwanden sogar, weil sie den bürgerlich-nationalistischen Rückhalt verloren hatten. Noch 1936 wurde in dem maßgeblichen Lehrbuch für die höheren Schulen über die Eroberung slawischer Fürstentümer und Stämme durch Waräger-Normannen im 9. Jahrhundert geschrieben.

## Politische Zurückdrängung unter Stalins Herrschaft
Josef Stalin befahl aber dann die Wende, denn Russland müsse von Anfang an russisch gewesen sein. 
Die alte Rus sei aus den feudalistischen Ansätzen in der Landwirtschaft des 6. und 7. Jahrhunderts entstanden. 
Dabei entstand das Problem, dass sowohl Karl Marx als auch Friedrich Engels Normannisten gewesen waren. Marx hielt das alte Reich der Rus für eine Gründung archaisch-räuberischer Wikinger.
1939 wurden die Ausgrabungen in Nowgorod mit klar antinormannistischem Auftrag begonnen. Die patriotische Mobilisierung 1941 gab den Antinormannisten weiteren Rückhalt. Man gestand den Normannen zwar eine Beteiligung an der Staatsbildung zu, aber dabei hätten sie nur eine geringe Rolle gespielt. Zu einem Reich der Städte, wie das altisländische Wort Garðaríki es nahelegt, wären sie angesichts der kulturellen Stufe in ihrem Heimatland Schweden gar nicht in der Lage gewesen. Es wurde ausdrücklich in Abrede gestellt, dass die territoriale Ausdehnung der Rus etwas mit dem Fernhandel zu tun gehabt habe. Entscheidend sei vielmehr der innere Markt gewesen. Der Reichtum der Oberschicht stamme also nicht vom Fernhandel, sondern aus der bojarischen Grundherrschaft. Der Normannismus sei ein von Deutschland und dem kapitalistischen Westen ausgehender Versuch, das Kulturniveau der frühmittelalterlichen Slawen herabzusetzen.

## Archäologische Renaissance
Demgegenüber konnten sich in Polen normannistische Gedanken eher halten. Der dortige Mediävist Henryk Łowmiański schrieb den Normannen wieder eine größere Rolle zu. Er hielt sogar die Berufungsgeschichte der Normannen in der Nestorchronik für glaubwürdig, während sie sonst in der Mediävistik als Legende angesehen wird. Aber auch er bestritt die Bedeutung des Fernhandels und den entscheidenden Beitrag zum Aufbau des russischen Staatswesens. Denn der Fernhandel habe im Gesamtgefüge der Wirtschaft nur eine untergeordnete Rolle gespielt.
Die antinormannistische Sicht wurde aber vor allem durch die Archäologie untergraben. Die archäologischen Karten der archäologischen Fundorte mit normannischen Relikten ließen keinen Zweifel daran, dass der normannische Einfluss größer war, als die Antinormannisten zugestehen wollten, so dass nach dem Tode Stalins die normannistische Sichtweise wieder Boden gewinnen konnte.

## Normannendebatte nach dem Ende der Sowjetunion
Aber auch nach dem Zusammenbruch des Sowjetstaates bestanden antinormannistische Tendenzen fort. Der Historiker Igor Jokovlevi Frojanov schrieb noch 1995 in seinem Buch Drevnjaja Rus ganz in antinormannistischer Tradition, dass der Staat sich gesetzmäßig aus heimischen Strukturen entwickelt habe. Die Städte hätten sich aus deren Funktion als Kultstätten und Handwerkszentren entwickelt. Die Waräger haben bei ihm keine erwähnenswerte Bedeutung.